# Linia kolejowa nr 164
Linia kolejowa nr 164 – jednotorowa, zelektryfikowana, drugorzędna (na odcinku do km 2,865 znaczenia państwowego) linia kolejowa łącząca stacje Chorzów Batory i Ruda Kochłowice.

## Modernizacja
W październiku 2024 PKP Polskie Linie Kolejowe podpisały z Torkolem umowę na remont linii obejmujący m.in. dostosowanie jej do prędkości 120 km/h oraz budowę przystanku Chorzów Hajduki. Umowa objęła również remont fragmentów linii nr 141 i 651.